# Певко Андрій Дмитрович
Андрій Дмитрович Певко (30 листопада 1903, місто Харків — ?) — український радянський діяч, 1-й секретар Самбірського міського комітету КПУ Дрогобицької області, 1-й Устрико-Дольнівського (Нижньо-Устріцького) та Жидачівського районних комітетів КП(б)У Дрогобицької області. 

## Життєпис
Народився в родині робітника Харківського паровозобудівного заводу. Закінчив трирічну церковнопарафіяльну школу. З дванадцятирічного віку наймитував у торговців та крамарів. На початку 1920-х років працював робітником-слюсарем Харківського паровозобудівного заводу.
З жовтня 1925 до 1927 року служив у Червоній армії. Після демобілізації повернувся до Харкова, працював токарем, а потім електромеханіком Харківського електромеханічного заводу.
Член ВКП(б) з 1929 року.
У 1935—1936 роках — партійний організатор (парторг) ливарного цеху, інструктор партійного комітету Харківського електромеханічного заводу.
У 1936—1939 роках — відповідальний контролер, уповноважений Комісії партійного контролю при ЦК ВКП(б) по Харківській області; інструктор Харківського обласного комітету КП(б)У.
У лютому 1940 — червні 1941 року — 1-й секретар Устрико-Дольнівського районного комітету КП(б)У Дрогобицької області. 
З 1941 до 1944 року — в евакуації, на керівній партійній роботі в східних районах СРСР.
У вересні 1944 — 1950 року — 1-й секретар Нижньо-Устріцького (кол. Устрико-Дольнівського) районного комітету КП(б)У Дрогобицької області.
У 1950—1952 роках — 1-й секретар Жидачівського районного комітету КП(б)У Дрогобицької області.
У 1952—1959 роках — 1-й секретар Самбірського міського комітету КПУ Дрогобицької області.
Подальша доля невідома.

## Звання
- старший політрук

## Нагороди
- орден Леніна (23.01.1948)
- орден Вітчизняної війни ІІ ст. (1.02.1945)
- медаль «За доблесну працю у Великій Вітчизняній війні 1941—1945 рр.»